# Kineșma
Kineșma (ru. Кинешма) este un oraș din regiunea Ivanovo, Federația Rusă, cu o populație de 95.233 locuitori.
1. ↑  OKTMO. 179/2016., accesat în 26 octombrie 2016